# Danh sách đỉnh núi cao nhất Việt Nam
Địa hình đồi núi chiếm phần lớn diện tích Việt Nam, nhưng chủ yếu là đồi núi thấp, trong đó địa hình cao dưới 1.000m chiếm 85%, núi trung bình (1.000m - 2.000 m) chiếm 14% và núi cao trên 2.000m chỉ chiếm 1% diện tích. Phần lớn các đỉnh núi cao nhất Việt Nam nằm trong dãy núi Hoàng Liên Sơn ở Bắc Bộ, một số thuộc dãy Trường Sơn và khối núi thượng nguồn sông Chảy.

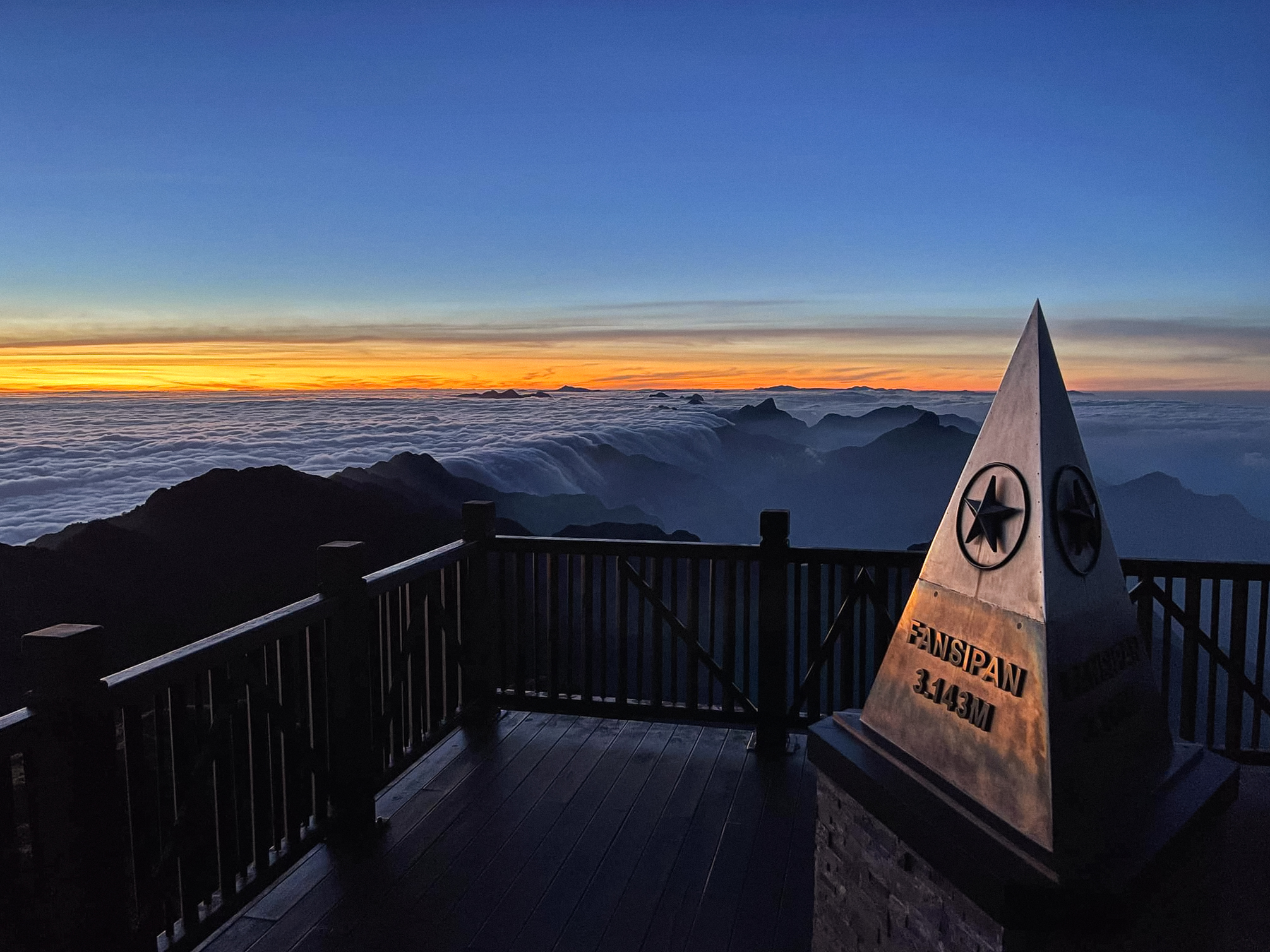
Một trong số 2 bia tọa độ chính của đỉnh Fansipan

## Danh sách
Dưới đây là danh sách các đỉnh núi nổi bật và có độ cao tuyệt đối từ 2000 mét trở lên đã được khám phá ở Việt Nam.
| Hạng | Tên (tên khác)                                                  | Độ cao tuyệt đối (mét) | Vị trí                 | Dãy núi                               | Tọa độ                                          | Hình ảnh bia đỉnh núi | Ghi chú                                                                                                   |
| ---- | --------------------------------------------------------------- | ---------------------- | ---------------------- | ------------------------------------- | ----------------------------------------------- | --------------------- | --- |
| 1    | Fansipan                                                        | 3.147                  | Sa Pa, Lào Cai         | Hoàng Liên Sơn                        | 22°18′14″B 103°46′24″Đ / 22,30389°B 103,77333°Đ |                       | Đỉnh núi cao nhất Việt Nam và Đông Dương                                                                  |
| 2    | Pu Si Lung                                                      | 3.083                  | Mường Tè, Lai Châu     | Pu Si Lung                            | 22°37′38″B 102°47′9″Đ / 22,62722°B 102,78583°Đ  |                       | Đỉnh núi cao nhất nằm ngoài dãy Hoàng Liên Sơn và cũng là điểm cao nhất nằm trên đường biên giới Việt Nam |
| 3    | Pu Ta Leng                                                      | 3.049                  | Tam Đường, Lai Châu    | Hoàng Liên Sơn                        | 22°25′22″B 103°36′12″Đ / 22,42278°B 103,60333°Đ |                       | |
| 4    | Ky Quan San (Bạch Mộc Lương Tử)                                 | 3.046                  | Bát Xát, Lào Cai       | Hoàng Liên Sơn                        | 22°30′28″B 103°35′15″Đ / 22,50778°B 103,5875°Đ  |                       | |
| 5    | Khang Su Văn (Phàn Liên San)                                    | 3.012                  | Phong Thổ, Lai Châu    | Hoàng Liên Sơn                        | 22°45′12″B 103°26′24″Đ / 22,75333°B 103,44°Đ    |                       | |
| 6    | Tả Liên Sơn (Cổ Trâu)                                           | 2.996                  | Tam Đường, Lai Châu    | Hoàng Liên Sơn                        | 22°27′47″B 103°33′22″Đ / 22,46306°B 103,55611°Đ |                       | |
| 7    | Phú Lương (Pú Luông, Phu Song Sung, Chung Chua Nhà, Tà Chì Nhù) | 2.985                  | Trạm Tấu, Yên Bái      | Hoàng Liên Sơn                        | 21°34′15″B 104°18′23″Đ / 21,57083°B 104,30639°Đ |                       | |
| 8    | Pờ Ma Lung (Bạch Mộc Luơng)                                     | 2.967                  | Phong Thổ, Lai Châu    | Hoàng Liên Sơn                        | 22°37′37″B 103°29′10″Đ / 22,62694°B 103,48611°Đ |                       | |
| 9    | Nhìu Cồ San                                                     | 2.965                  | Bát Xát, Lào Cai       | Hoàng Liên Sơn                        | 22°35′4″B 103°35′1″Đ / 22,58444°B 103,58361°Đ   |                       | |
| 10   | Chung Nhía Vũ                                                   | 2.918                  | Phong Thổ, Lai Châu    | Hoàng Liên Sơn                        | 22°36′48″B 103°30′14″Đ / 22,61333°B 103,50389°Đ |                       | |
| 11   | Lùng Cúng                                                       | 2.913                  | Mù Cang Chải, Yên Bái  | Hoàng Liên Sơn                        | 21°54′9″B 104°13′51″Đ / 21,9025°B 104,23083°Đ   |                       | |
| 12   | Nam Kang Ho Tao                                                 | 2.881                  | Văn Bàn, Lào Cai       | Hoàng Liên Sơn                        | 22°09′3″B 103°58′12″Đ / 22,15083°B 103,97°Đ     |                       | |
| 13   | Tà Xùa                                                          | 2.865                  | Trạm Tấu, Yên Bái      | Hoàng Liên Sơn                        | 21°26′1″B 104°18′13″Đ / 21,43361°B 104,30361°Đ  |                       | |
| 14   | Lảo Thẩn                                                        | 2.860                  | Bát Xát, Lào Cai       | Hoàng Liên Sơn                        | 22°36′38″B 103°41′10″Đ / 22,61056°B 103,68611°Đ |                       | |
| 15   | Ngũ Chỉ Sơn (Tả Giàng Phình)                                    | 2.858                  | Sa Pa, Lào Cai         | Hoàng Liên Sơn                        | 22°24′46″B 103°44′23″Đ / 22,41278°B 103,73972°Đ |                       | |
| 16   | Sa Mu (U Bò)                                                    | 2.756                  | Bắc Yên, Sơn La        | Hoàng Liên Sơn                        | 21°21′16″B 104°25′49″Đ / 21,35444°B 104,43028°Đ |                       | |
| 17   | Pu Xai Lai Leng                                                 | 2.720                  | Kỳ Sơn, Nghệ An        | Trường Sơn Bắc                        | 19°11′52″B 104°10′54″Đ / 19,19778°B 104,18167°Đ |                       | Đỉnh núi cao nhất nằm ngoài miền Bắc Việt Nam                                                             |
| 18   | Cú Nhù San                                                      | 2.662                  | Bát Xát, Lào Cai       | Hoàng Liên Sơn                        | 22°35′11″B 103°33′21″Đ / 22,58639°B 103,55583°Đ |                       | |
| 19   | Ngọc Linh                                                       | 2.605                  | Đăk Glei, Kon Tum      | Trường Sơn Nam                        | 19°41′54″B 104°42′48″Đ / 19,69833°B 104,71333°Đ |                       | Đỉnh núi cao nhất nửa phía nam Việt Nam (từ đèo Hải Vân)                                                  |
| 20   | Phu Tra (Pu Trà)                                                | 2.540                  | Sìn Hồ, lai Châu       | Dãy núi Phu Tra                       | 22°10′6″B 103°35′21″Đ / 22,16833°B 103,58917°Đ  |                       | |
| 21   | Pù Hoạt                                                         | 2.453                  | Quế Phong, Nghệ An     | Trường Sơn Bắc                        | 22°39′40″B 104°36′10″Đ / 22,66111°B 104,60278°Đ |                       | |
| 22   | Chư Yang Sin                                                    | 2.442                  | Krông Bông, Đắk Lắk    | Trường Sơn Nam                        | 12°24′22″B 108°25′27″Đ / 12,40611°B 108,42417°Đ |                       | |
| 23   | Tây Côn Lĩnh                                                    | 2.428                  | Vị Xuyên, Hà Giang     | Tây Côn Lĩnh (thượng nguồn sông Chảy) | 22°48′26″B 104°47′14″Đ / 22,80722°B 104,78722°Đ |                       | Điểm cao nhất vùng Đông Bắc                                                                               |
| 24   | Chiêu Lầu Thi (Kiều Liêu Ti)                                    | 2.402                  | Hoàng Su Phì, Hà Giang | Tây Côn Lĩnh (thượng nguồn sông Chảy) | 22°39′40″B 104°36′10″Đ / 22,66111°B 104,60278°Đ |                       | |